# Julie de Carneilhan (film)
Pour les articles homonymes, voir Julie de Carneilhan.
Pour plus de détails, voir Fiche technique et Distribution.
Julie de Carneilhan est un film français réalisé par Jacques Manuel, sorti en 1950.

## Synopsis
Julie de Carneilhan vit seule, après avoir divorcé du comte Herbert d'Espivant, qu'elle aime encore. Le comte s'est remarié à une femme riche et mène une carrière politique. Il propose à Julie, qu'il dit aimer toujours, de l'aider à soutirer de l'argent à sa nouvelle épouse, pour pouvoir à nouveau vivre ensemble. L'entreprise, pour Julie, ne se terminera que dans la déception.

## Fiche technique
- Titre : Julie de Carneilhan
- Réalisation : Jacques Manuel
- Scénario : Jacques Manuel et Jean-Pierre Gredy, d'après le roman de Colette
- Production : Alexandre Mnouchkine

- Société de production : Les Films Ariane

- Musique : Henri Sauguet
- Photographie : Philippe Agostini
- Montage : Charlotte Guilbert
- Décors : René Moulaert
- Son : Jean Bertrand
- Pays d'origine :   France
- Format : Noir et blanc - 1,33:1 - Mono - 35 mm
- Genre : Drame
- Durée : 95 minutes
- Date de sortie : 
  - France - 21 avril 1950

## Distribution
- Edwige Feuillère : Julie de Carneilhan
- Pierre Brasseur : Hubert d'Espivant
- Jacques Dumesnil : Léon de Carneilhan
- Marcelle Chantal : Marianne
- Michel Lemoine : Toni
- Sylvia Bataille : Lucie
- Gabrielle Fontan : la concierge
- Marion Delbo : la mère Encelade
- Andrée Tainsy : Madame Sabrier
- Jacques Dacqmine : Coco Votard
- Georges Pally : Beaupied
- Georges Paulais : Llhomme d'affaires
- Léon Berton : le palefrenier
- Pierre Gay
- Rodolphe Marcilly